# Provincia Chumphon
Chumphon (în thailandeză ชุมพร) este o provincie (changwat) din Thailanda. Situată în regiunea de Sud, provincia Chumphon are în componența sa 8 districte (amphoe), 70 de sub-districte (tambon) și 674 de sate (muban). 
Cu o populație de 486.629 de locuitori și o suprafață totală de 6.009,0 km2, Chumphon este a 53-a provincie din Thailanda ca mărime după numărul populației și a 38-a după mărimea suprafeței.

## Clima
| Date climatice pentru Chumphon (1981–2010)                                            | Date climatice pentru Chumphon (1981–2010) | Date climatice pentru Chumphon (1981–2010) | Date climatice pentru Chumphon (1981–2010) | Date climatice pentru Chumphon (1981–2010) | Date climatice pentru Chumphon (1981–2010) | Date climatice pentru Chumphon (1981–2010) | Date climatice pentru Chumphon (1981–2010) | Date climatice pentru Chumphon (1981–2010) | Date climatice pentru Chumphon (1981–2010) | Date climatice pentru Chumphon (1981–2010) | Date climatice pentru Chumphon (1981–2010) | Date climatice pentru Chumphon (1981–2010) | Date climatice pentru Chumphon (1981–2010) |
| Luna                                                                                  | Ian                                        | Feb                                        | Mar                                        | Apr                                        | Mai                                        | Iun                                        | Iul                                        | Aug                                        | Sep                                        | Oct                                        | Nov                                        | Dec                                        | Anual                                      |
| ------------------------------------------------------------------------------------- | ------------------------------------------ | ------------------------------------------ | ------------------------------------------ | ------------------------------------------ | ------------------------------------------ | ------------------------------------------ | ------------------------------------------ | ------------------------------------------ | ------------------------------------------ | ------------------------------------------ | ------------------------------------------ | ------------------------------------------ | ------------------------------------------ |
| Maxima medie °C (°F)                                                                  | 30.9 (87,6)                                | 32.1 (89,8)                                | 33.4 (92,1)                                | 43.5 (110,3)                               | 40.0 (104)                                 | 32.3 (90,1)                                | 31.9 (89,4)                                | 31.6 (88,9)                                | 31.6 (88,9)                                | 31.2 (88,2)                                | 30.3 (86,5)                                | 30.1 (86,2)                                | 33,24 (91,84)                              |
| Minima medie °C (°F)                                                                  | 21.4 (70,5)                                | 22.2 (72)                                  | 23.3 (73,9)                                | 24.5 (76,1)                                | 24.7 (76,5)                                | 24.6 (76,3)                                | 24.3 (75,7)                                | 24.3 (75,7)                                | 24.1 (75,4)                                | 23.7 (74,7)                                | 23.0 (73,4)                                | 21.4 (70,5)                                | 23,46 (74,22)                              |
| Ploaie mm (inches)                                                                    | 59.4 (2.339)                               | 44.7 (1.76)                                | 97.2 (3.827)                               | 85.8 (3.378)                               | 190.8 (7.512)                              | 167.2 (6.583)                              | 179.0 (7.047)                              | 207.5 (8.169)                              | 178.3 (7.02)                               | 251.6 (9.906)                              | 287.9 (11.335)                             | 123.3 (4.854)                              | 1.872,7 (73,728)                           |
| Umiditate [%]                                                                         | 81                                         | 79                                         | 78                                         | 78                                         | 82                                         | 81                                         | 82                                         | 82                                         | 83                                         | 85                                         | 84                                         | 80                                         | 81,3                                       |
| Nr. mediu de zile ploioase (≥ 1 mm)                                                   | 7                                          | 6                                          | 5                                          | 8                                          | 18                                         | 20                                         | 21                                         | 23                                         | 19                                         | 20                                         | 16                                         | 9                                          | 172                                        |
| Sursă: Thai Meteorological Department (Normal 1981-2010), (Avg. rainy days 1961-1990) |                                            |                                            |                                            |                                            |                                            |                                            |                                            |                                            |                                            |                                            |                                            |                                            |                                            |